# 16e étape du Tour de France 1994
Pour un article plus général, voir Tour de France 1994.
La 16e étape du Tour de France 1994 a lieu le 19 juillet 1994 entre la ville de Valréas et la station de sports d'hiver de l'Alpe d'Huez (commune d'Huez) sur une distance de 224,5 km. Elle est remportée par Roberto Conti.

## Parcours
L'étape part de Valréas, dans l'enclave des papes, pour prendre la direction du nord et rejoindre la région de l'Oisans en Isère, en traversant le département de la Drôme. Après deux côtes classées en 4e catégorie en début de parcours, deux ascensions de 2e catégorie sont proposées aux coureurs : le col de Menée, et le col d'Ornon. L'étape se conclut par la montée de l'Alpe d'Huez, devenue un classique du Tour de France et qui est réalisée pour la dix-huitième fois dans le cadre de l'épreuve. Le Tour, qui était arrivé à l'Alpe d'Huez, chaque année sans discontinuer entre 1986 et 1992, retrouve ainsi la station après une année d'absence. Enfin, deux sprints intermédiaires sont disputés, à Cléon-d'Andran et au Bourg-d'Oisans.

## La course
Dès la première côte du jour, au prieuré d'Aleyrac, une échappée de quatorze coureurs fausse compagnie au peloton, et creuse rapidement l'écart. Parmi eux, les mieux classés au classement général sont les Italiens Roberto Conti et Alberto Elli, qui pointent en onzième et treizième position, à 18 minutes de Miguel Indurain. Alors que leur avance atteint les dix minutes après 80 kilomètres de course, l'équipe Festina réagit et augmente le rythme du peloton, mais les échappés possèdent encore près de neuf minutes d'avance au pied de la montée finale.
Après trois kilomètres d'ascension, Conti place une attaque et lâche ses compagnons d'échappée, qui ne parviendront pas à revenir sur lui. Il s'impose au sommet avec plus de deux minutes d'avance sur le second, Hernán Buenahora, les sept premières places de l'étape étant occupées par des coureurs issus de l'échappée. Âgé de 29 ans, Roberto Conti remporte le premier succès de sa carrière. À l'image d'Eros Poli la veille, c'est un gregario qui est récompensé par une victoire de prestige. Habituellement au service de Maurizio Fondriest, il profite de l'absence de ce dernier sur le Tour de France, mais aussi de l'abandon, deux jours plus tôt, de son leader Pavel Tonkov, qui lui laisse donc le champ libre. Arrivé avec près de huit minutes d'avance sur Miguel Indurain, Conti remonte à la sixième place du classement général, à 17 secondes de Marco Pantani,.
Ce dernier est le principal bénéficiaire de l'étape, parmi les principaux coureurs du classement général, puisqu'il reprend plus de deux minutes à Indurain et passe à la cinquième place au général. Après avoir attaqué dès le pied de l'ascension, il reprend un à un les coureurs de l'échappée matinale, mais ne parvient pas à s'adjuger la victoire d'étape. Parti à sa poursuite, Richard Virenque compte jusqu'à 1 min 22 s d'avance sur le groupe maillot jaune, mais une accélération d'Indurain, à cinq kilomètres de la ligne, vient réduire l'écart à une trentaine de secondes. Cette accélération décramponne Armand de Las Cuevas, victime d'une chute dans le col de Menée plus tôt dans la journée, qui doit laisser sa troisième place au classement général à Luc Leblanc,.

## Classement de l'étape
| Classement de la 16e étape | Classement de la 16e étape | Classement de la 16e étape | Classement de la 16e étape | Classement de la 16e étape |
|                            | Coureur                    | Pays                       | Équipe                     | Temps                      |
| -------------------------- | -------------------------- | -------------------------- | -------------------------- | -------------------------- |
| 1er                        | Roberto Conti              | Italie                     | Lampre-Panaria             | en 6 h 6 min 45 s          |
| 2e                         | Hernán Buenahora           | Colombie                   | Kelme-Avianca-Gios         | + 2 min 2 s                |
| 3e                         | Udo Bölts                  | Allemagne                  | Telekom-Merckx             | + 3 min 49 s               |
| 4e                         | Alberto Elli               | Italie                     | GB-MG Boys Maglificio      | + 3 min 49 s               |
| 5e                         | Giancarlo Perini           | Italie                     | ZG Mobili-Selle Italia     | + 4 min 3 s                |
| 6e                         | Jörg Müller                | Allemagne                  | ONCE                       | + 4 min 39 s               |
| 7e                         | Bruno Cenghialta           | Italie                     | Gewiss-Ballan              | + 5 min 5 s                |
| 8e                         | Marco Pantani              | Italie                     | Carrera-Tassoni            | + 5 min 41 s               |
| 9e                         | Roberto Torres             | Espagne                    | Festina-Lotus              | + 5 min 55 s               |
| 10e                        | Ángel Yesid Camargo        | Colombie                   | Kelme-Avianca-Gios         | + 7 min 15 s               |
| modifier                   |                            |                            |                            |                            |

## Classement général
| Classement général après la 16e étape | Classement général après la 16e étape | Classement général après la 16e étape | Classement général après la 16e étape | Classement général après la 16e étape |
|                                       | Coureur                               | Pays                                  | Équipe                                | Temps                                 |
| ------------------------------------- | ------------------------------------- | ------------------------------------- | ------------------------------------- | ------------------------------------- |
| 1er                                   | Miguel Indurain                       | Espagne                               | Banesto                               | en 81 h 26 min 16 s                   |
| 2e                                    | Richard Virenque                      | France                                | Festina-Lotus                         | + 7 min 21 s                          |
| 3e                                    | Luc Leblanc                           | France                                | Festina-Lotus                         | + 8 min 35 s                          |
| 4e                                    | Armand de Las Cuevas                  | France                                | Castorama                             | + 9 min 15 s                          |
| 5e                                    | Marco Pantani                         | Italie                                | Carrera-Tassoni                       | + 9 min 40 s                          |
| 6e                                    | Roberto Conti                         | Italie                                | Lampre-Panaria                        | + 9 min 57 s                          |
| 7e                                    | Vladimir Poulnikov                    | Ukraine                               | Carrera-Tassoni                       | + 11 min 37 s                         |
| 8e                                    | Alberto Elli                          | Italie                                | GB-MG Boys Maglificio                 | + 13 min 57 s                         |
| 9e                                    | Piotr Ugrumov                         | Lettonie                              | Gewiss-Ballan                         | + 14 min 8 s                          |
| 10e                                   | Alex Zülle                            | Suisse                                | ONCE                                  | + 16 min 44 s                         |
| modifier                              |                                       |                                       |                                       |                                       |

## Classements annexes

### Classement par points
| Classement par points | Classement par points    | Classement par points | Classement par points   | Classement par points |
| --------------------- | ------------------------ | --------------------- | ----------------------- | --------------------- |
|                       | Coureur                  | Pays                  | Équipe                  | Point(s)              |
| 1er                   | Djamolidine Abdoujaparov | Ouzbékistan           | Polti-Vaporetto         | 277 points            |
| 2e                    | Silvio Martinello        | Italie                | Mercatone Uno-Medeghini | 225 pts               |
| 3e                    | Ján Svorada              | Slovaquie             | Lampre-Panaria          | 199 pts               |
| modifier              |                          |                       |                         |                       |

### Classement du meilleur grimpeur
| Classement du meilleur grimpeur | Classement du meilleur grimpeur | Classement du meilleur grimpeur | Classement du meilleur grimpeur | Classement du meilleur grimpeur |
| ------------------------------- | ------------------------------- | ------------------------------- | ------------------------------- | ------------------------------- |
|                                 | Coureur                         | Pays                            | Équipe                          | Point(s)                        |
| 1er                             | Richard Virenque                | France                          | Festina-Lotus                   | 257 points                      |
| 2e                              | Marco Pantani                   | Italie                          | Carrera-Tassoni                 | 131 pts                         |
| 3e                              | Udo Bölts                       | Belgique                        | Telekom-Merckx                  | 108 pts                         |
| modifier                        |                                 |                                 |                                 |                                 |

### Classement du meilleur jeune
| Classement général du meilleur jeune | Classement général du meilleur jeune | Classement général du meilleur jeune | Classement général du meilleur jeune | Classement général du meilleur jeune |
|                                      | Coureur                              | Pays                                 | Équipe                               | Temps                                |
| ------------------------------------ | ------------------------------------ | ------------------------------------ | ------------------------------------ | ------------------------------------ |
| 1er                                  | Richard Virenque                     | France                               | Festina-Lotus                        | en 81 h 33 min 37 s                  |
| 2e                                   | Marco Pantani                        | Italie                               | Carrera-Tassoni                      | + 2 min 19 s                         |
| 3e                                   | Abraham Olano                        | Espagne                              | Mapei-CLAS                           | + 16 min 16 s                        |
| modifier                             |                                      |                                      |                                      |                                      |

### Classement par équipes
| Classement par équipes | Classement par équipes | Classement par équipes | Classement par équipes |
|                        | Équipe                 | Pays                   | Temps                  |
| ---------------------- | ---------------------- | ---------------------- | ---------------------- |
| 1re                    | Festina-Lotus          | France                 | en 244 h 40 min 37 s   |
| 2e                     | Banesto                | Espagne                | + 23 min 36 s          |
| 3e                     | Mapei-CLAS             | Italie                 | + 27 min 7 s           |
| modifier               |                        |                        |                        |